# Der Graf von Monte Christo
Der Graf von Monte Christo (Originaltitel Le Comte de Monte-Cristo) ist ein Abenteuerroman von Alexandre Dumas dem Älteren.
Zwischen 1844 und 1846 veröffentlichte Dumas den Graf von Monte Christo als Fortsetzungsroman in der Zeitschrift Le Journal des débats und erzielte damit ungeahnten Erfolg. Noch bevor der Roman fertiggestellt war, erschienen bereits die ersten Nachdrucke, gefolgt von immer neuen Übersetzungen in zahlreiche Sprachen. Bis heute gilt er als eines der international bekanntesten Werke der französischen Literatur, was sich in einer großen Zahl zum Teil sehr erfolgreicher Adaptionen ausdrückt.
Die Geschichte spielt in der Zeit nach der Französischen Revolution, 1815 bis 1838. Napoleons Stern ist untergegangen, und die Restauration unter den Königen Ludwig XVIII. und Karl X. hat sich durchgesetzt. Dann folgt die Julirevolution von 1830, durch die der „Bürgerkönig“ Louis-Philippe I. auf den Thron kommt.

## Zusammenfassung

### Vom höchsten Glück in den tiefsten Abgrund
Der junge Seemann Edmond Dantès kehrt mit der Pharao, einem Schiff des Reeders Morrel, am 24. Februar 1815 nach Marseille zurück. Dantès, der an Bord Erster Offizier ist, genießt die Wertschätzung Morrels und soll zum Kapitän befördert werden. Auch sein privates Glück scheint perfekt: Er liebt die schöne Katalanin Mercédès, die Hochzeit des Paares ist beschlossene Sache. In seiner Unerfahrenheit kümmert es Dantès wenig, dass seine glücklichen Lebensumstände zunehmend die Missgunst von Menschen in seiner Umgebung erregen – noch weniger ahnt er, dass er sich angreifbar gemacht hat.
Während der Fahrt ist der Kapitän der Pharao, Leclère, ein Anhänger Napoleons, gestorben. Auf dem Sterbebett hat er Dantès ein Paket anvertraut und ihm aufgetragen, es dem Großmarschall Henri-Gatien Bertrand auf der Insel Elba, dem Exilort Napoleons, auszuhändigen. Dantès erfüllt den letzten Wunsch des Kapitäns, erhält auf Elba wiederum einen Brief Napoleons und den Auftrag, diesen in Paris einem bestimmten Mann zu überbringen.
Danglars, Zahlmeister an Bord der Pharao und neidisch auf Dantès’ steile Karriere, belauscht das Gespräch zwischen Dantès und Leclère und beobachtet Dantès’ Aktivitäten auf Elba mit Argwohn. Fernand Mondego, ein mittelloser katalanischer Fischer von impulsivem Temperament, liebt Mercédès, seine Cousine, mit wildem Begehren und würde alles tun, um Dantès loszuwerden. Nur offene Gewalt muss er meiden, da Mercédès für einen solchen Fall mit Selbstmord gedroht hat. Caderousse, Dantès’ Nachbar, ist ihm ebenfalls längst nicht so wohlgesonnen, wie er vorgibt.

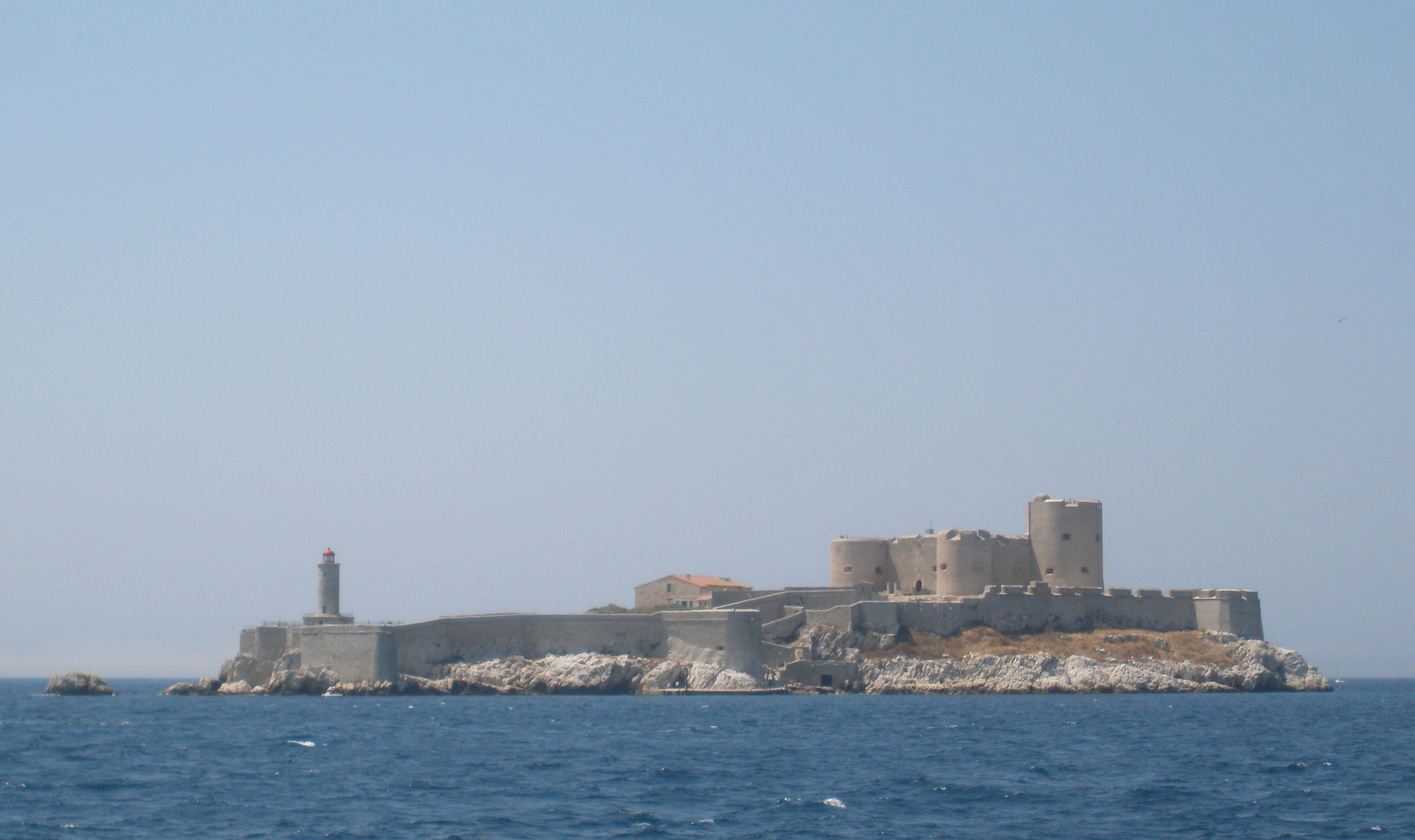
Château d’If (2009)

Am Vorabend der Hochzeit von Dantès und Mercédès treffen sich Danglars, Mondego und Caderousse in einer Schänke. Über Mondegos untätige Verzweiflung spottend, zeigt Danglars, was man tun könnte. Er entwirft einen Denunziationsbrief, der Dantès bezichtigt, ein bonapartistischer Agent zu sein. Als Caderousse gegen dieses allzu gefährliche Gedankenspiel protestiert, beruhigt Danglars ihn heuchlerisch, indem er den Brief zerknüllt und wegwirft, doch wie er richtig kalkuliert hat, hebt Mondego ihn heimlich auf und bringt ihn zur Post. So nimmt die Intrige ihren Lauf, und angesichts der furchtbaren Folgen wagt es der Mitwisser Caderousse später nicht mehr, sich Dantès’ Angehörigen zu offenbaren.
Während der Hochzeitsfeier am folgenden Tag, noch vor der Eheschließung, wird Dantès verhaftet und dem stellvertretenden Staatsanwalt (Substitut) Gérard de Villefort vorgeführt. Villefort, der vor dem Verhör seine Verlobung mit Renée de Saint-Méran gefeiert hat, erkennt schnell die Harmlosigkeit des jungen Mannes und will ihn gerade wieder in die Freiheit entlassen, als er erfährt, an wen der kompromittierende Brief Napoleons adressiert ist: an seinen eigenen Vater, Noirtier de Villefort. Dieser ist ein bekannter Parteigänger Napoleons, während sein Sohn die Interessen des jetzt herrschenden Königshauses vertritt. Würde die Affäre um den Brief bekannt, könnte dies seiner Karriere großen Schaden zufügen. Deshalb verbrennt Villefort den Brief und schickt Dantès ohne Gerichtsverhandlung in das berüchtigte Gefängnis Château d’If, eine Festung auf der Insel Île d’If vor der Küste von Marseille.

### Kerkerhaft, Flucht und Reichtum
Als Napoleon nochmals an die Macht gelangt, bemüht sich Morrel sofort um Dantès’ Freilassung und rechnet dabei arglos mit Villeforts Unterstützung, doch der hintertreibt sie insgeheim. So verstreicht mit der „Herrschaft der hundert Tage“ auch Dantès’ letzte Chance, ohne dass er überhaupt davon erfährt. Nachdem er fünf Jahre ohne jeglichen Kontakt zur Außenwelt im Kerker geschmachtet hat, verzweifelt er und beschließt, Selbstmord zu begehen, indem er keine Nahrung mehr zu sich nimmt. Kurz vor seinem Tod hört er Klopfgeräusche, und sein Lebenswille kehrt zurück. Die Geräusche stammen von dem Gefangenen Abbé Faria, der einen Fluchttunnel gräbt, sich in seinen Berechnungen geirrt hat und so in Dantès’ Zelle gerät. Zwischen Dantès und Faria entsteht eine innige Freundschaft, und der alte Geistliche, ein Mann von großer Gelehrsamkeit, wird für Dantès ein Mentor und väterlicher Freund. Er unterrichtet Dantès in vielerlei Wissenschaften und Sprachen. Es gelingt Faria, die Ursache von Dantès’ Verhaftung und Einkerkerung zu rekonstruieren. Daraufhin schwört Dantès sich selbst unerbittliche Rache an denen, die sein Lebensglück zerstört haben.

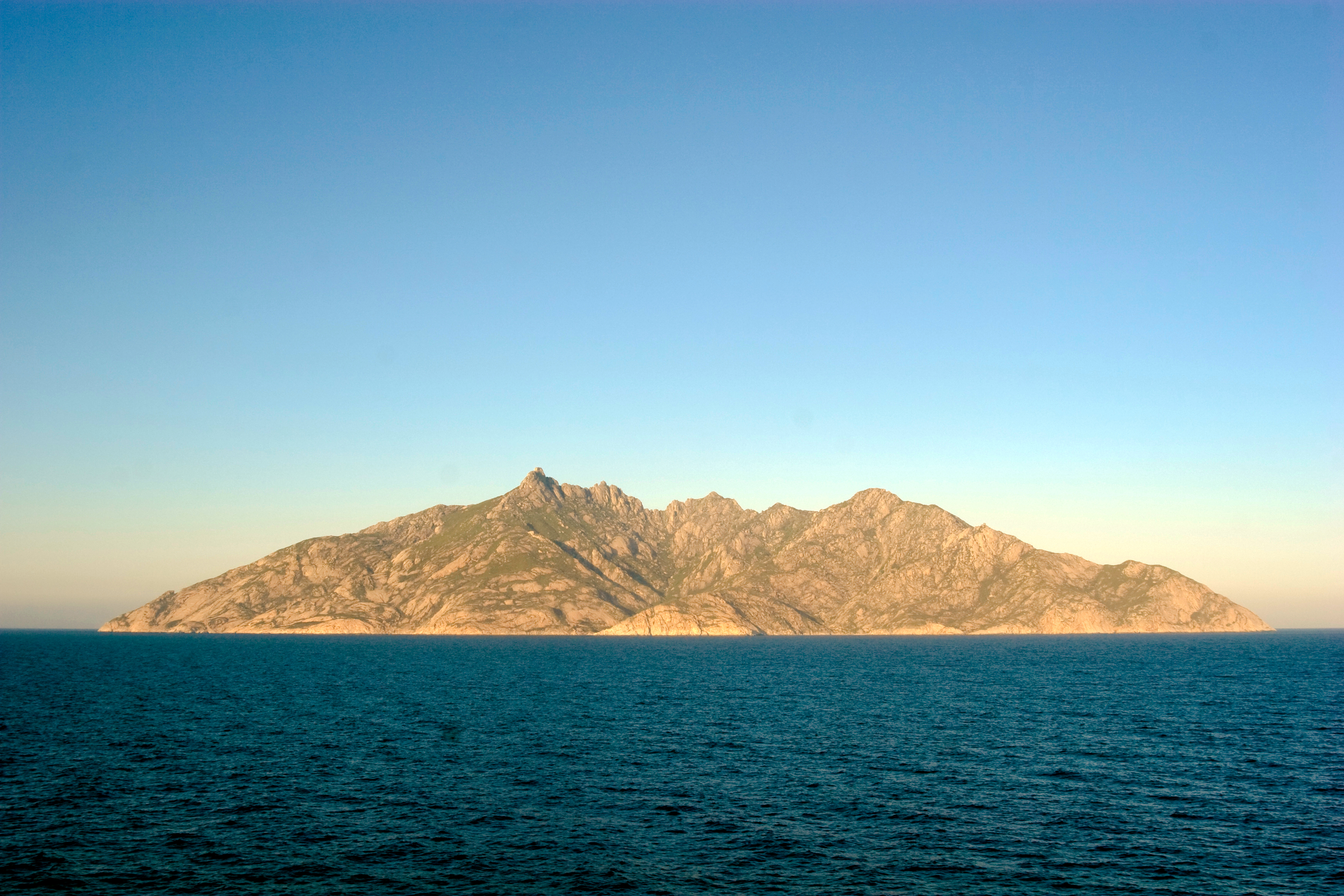
Die Insel Montecristo

Während ihrer täglichen Gespräche graben sie einen weiteren Tunnel, der sie in die Freiheit führen soll. Faria erlebt die Fertigstellung des Tunnels nicht mehr, sondern erleidet einen Schlaganfall, der ihn halbseitig lähmt. Einen weiteren, tödlichen Anfall erwartend, vertraut er Dantès sein größtes Geheimnis an: das Wissen um einen Schatz, der die Reichtümer des Grafengeschlechts Spada begründete und im 15. Jahrhundert vom damaligen Grafen Spada aus Furcht vor den mörderischen Machenschaften des Papstes Alexanders VI. und dessen Sohn Cesare Borgia auf der unbewohnten Insel Montecristo vergraben wurde. Faria war Privatsekretär des letzten Grafen der nun ausgestorbenen Adelsfamilie. Er bestimmt Dantès zu seinem Erben und vermacht ihm den Schatz.
Nach dem Tod Farias nähen die Wärter dessen Leichnam in einen Sack ein, um ihn in die See zu werfen. In einem unbeobachteten Moment gelingt es Dantès, den Platz der Leiche einzunehmen, und er wird über die Festungsmauer ins Meer hinabgeworfen. Er schneidet sich aus dem Sack und wird von einem Schmugglerboot gerettet. Am 28. Februar 1829, genau vierzehn Jahre nach seiner Inhaftierung, ist Edmond Dantès wieder frei! Er bleibt einige Monate bei der Schmugglerbande und dient ihr als Seemann. Bei einem Zwischenstopp auf der Insel Montecristo findet er den ungeheuer kostbaren Schatz und kehrt als steinreicher Mann nach Frankreich zurück.

### Belohnung der Wohltäter
Hier forscht er über seine einstigen Freunde nach und über diejenigen, denen er Rache geschworen hat. Dabei tritt er in verschiedenen Verkleidungen und unter verschiedenen Namen auf: als exzentrischer Lord Wilmore, als italienischer Geistlicher namens Abbé Busoni und als geheimnisvoller Sindbad der Seefahrer.
Er besucht Caderousse, seinen einstigen Nachbarn, der jetzt einen heruntergekommenen Landgasthof führt. Von ihm bekommt Dantès in Gestalt des Abbé Busoni bestätigt, dass die von Faria rekonstruierte Verschwörung der Wahrheit entspricht. Von ihm erfährt er auch, dass die Beteiligten gesellschaftlich aufgestiegen sind und hohe Positionen bekleiden: Danglars ist durch Börsenspekulation zu Reichtum gekommen, er ist jetzt Baron und vermögendster Bankier von Paris; Villefort ist königlicher Prokurator und verkörpert Recht und Gesetz im Königreich; Mondego hat militärisch Karriere gemacht und ist für seine Verdienste bei der Verteidigung von Janina gegen die Türken zum Comte de Morcerf ernannt worden. Mehr noch: Mondego hat Mercédès geheiratet, und aus der Ehe ging ein Sohn hervor, Albert de Morcerf.
Sein eigener Vater Louis Dantès, so erfährt Edmond weiter, ist an Hunger und Gram gestorben. Sein einstiger Förderer, der Reeder Morrel, der als aufrichtiger, integrer Charakter geschildert wird, hat mehrere geschäftliche Rückschläge hinnehmen müssen und steht kurz vor dem Bankrott. Morrels tüchtige Kinder Julie und Maximilian Morrel müssen mit ansehen, wie sich alle Hoffnungen ihres Vaters zerschlagen. Morrel will sich erschießen, um die Schande des Bankrotts nicht erleben zu müssen. In dieser höchsten Not greift Dantès als rettender Engel ein: Zuerst kauft er alle Schuldscheine Morrels auf und begleicht so die Schulden, danach ersetzt er die gesunkene Pharao samt deren Fracht durch ein neues Schiff und rettet so Leben und Ehre des Reeders. In einem Abschiedsbrief unterschreibt der geheimnisvolle Retter mit „Sindbad der Seefahrer“.

### Bestrafung der Verschwörer
Neun Jahre lang bereitet Dantès seinen Rachefeldzug vor. Er erkundet die Lebensumstände der Verhassten bis ins kleinste Detail und entdeckt dabei dank unglaublicher Zufälle weitere von ihnen begangene Schandtaten. Alles scheint mit allem schicksalhaft verwoben, sodass sich Dantès schließlich kaum noch als Rächer in eigener Sache sieht, sondern eher als Werkzeug der Vorsehung oder personifizierte Strafe Gottes. Er hat sich eine neue Identität geschaffen: als Graf von Monte Christo, ein düster-grimmiger Aristokrat von unermesslichem Reichtum, vollendeten Manieren und rätselhafter Herkunft. In Rom begegnet er Albert de Morcerf und dessen Freund Franz d’Epinay, mit denen er Karneval feiert. Albert wird von der römischen Räuberbande um Luigi Vampa entführt, die Lösegeld fordert. Der Graf von Monte Christo, der mit Vampa freundschaftliche Verbindungen unterhält, „rettet“ Albert aus seiner Gefangenschaft und wird daraufhin nach Paris eingeladen.
In Paris angekommen, erregt der Graf mit seiner luxuriösen Lebensführung und seinem exotischen, orientalisch gefärbten Geschmack Aufsehen in der adligen Gesellschaft. Er verkehrt freundschaftlich mit den Familien Danglars, Morcerf und Villefort. Von Danglars lässt er sich einen „unbegrenzten“ Kredit einräumen, den er auf dessen Wunsch zunächst auf damals unfassbare 6 Millionen Franken beschränkt. Durch Manipulation der Börse, Streuen von Gerüchten, dank eines in Spanien ausgebrochenen Bürgerkriegs sowie durch eine arrangierte Ehe zwischen Danglars’ Tochter Eugenie und dem angeblich steinreichen Adligen Andrea Cavalcanti, der sich dann als entflohener Sträfling entpuppt, versetzt er Danglars’ Existenz schwere finanzielle Schläge. Stück für Stück ruiniert er dessen Ruf als Geschäftsmann. Der Abruf des 6-Millionen-Kredits treibt Danglars schließlich in den Ruin. Er verliert den Rest seines Vermögens, verlässt seine Frau, die er des Geldes wegen geheiratet hat, und flieht nach Italien, wo er von Luigi Vampas Banditen gefangen genommen wird.
Durch das Eingreifen des Grafen von Monte Christo kommt die Wahrheit über die Umstände ans Licht, unter denen der hochangesehene Offizier Fernand Mondego sein Glück machte: Bei der Belagerung von Janina durch die Türken verriet er seinen Befehlshaber Ali Pascha, den Herrscher von Janina. Dessen Tochter Haydée und ihre Mutter verkaufte er als Sklavinnen. Haydée, die später von Monte Christo freigekauft wurde und bei ihm zurückgezogen, aber in fürstlichem Luxus lebt, sagt als Zeugin vor der hohen Pairskammer aus: Mondego ist entehrt, und sein Sohn Albert fordert daraufhin den Grafen zum Duell. Infolgedessen wendet sich die Gräfin von Morcerf, Mercédès, an den Duellgegner und bittet ihn um Gnade für ihren Sohn. Sie gesteht nun auch, dass sie nichts vom Verrat Mondegos wusste und dass sie ihn, den Grafen, erkannt hat. Sie appelliert an das Gewissen des Mannes und nennt ihn bei seinem wahren Namen, Edmond Dantès. Dieser verspricht, Albert nicht zu töten. Er macht ihr aber klar, dass er es nun sein werde, der bei dem Duell sterben werde. Daraufhin legt Mercédès gegenüber ihrem Sohn die Wahrheit offen. Bei dem Duell am Morgen des nächsten Tages entschuldigt sich Albert demütig beim Grafen und erklärt ihm, er wisse jetzt um die wahren Beweggründe um die Entehrung seines Vaters und verstehe sie. Er dankt Monte Christo auch dafür, dass er sich nicht grausamer gerächt habe, denn auch das würde er jetzt verstehen. Mondego stellt daraufhin den Grafen von Monte Christo in seinem Anwesen zur Rede und fordert ihn zum Zweikampf. Dieser enthüllt ihm nun seine wahre Identität. Mondego flieht und begeht kurz darauf Selbstmord.
Der Graf von Monte Christo deckt noch ein weiteres furchtbares Geheimnis auf: Villefort und die Baronin Danglars haben zwanzig Jahre zuvor ein Verhältnis gehabt. Heimlich brachte sie in einem Landhaus in Auteuil ein Kind zur Welt. Villefort ließ die Baronin im Glauben, es sei tot geboren, und vergrub es in einem Koffer im Garten. Just in diesem Moment lauerte ihm Bertuccio auf, ein korsischer Schmuggler, der von Villefort Monate zuvor ungerecht behandelt worden war, woraufhin er ihm Blutrache schwor. Bertuccio sticht Villefort nieder und raubt den Koffer, ist aber verblüfft, als er darin keine Schätze, sondern ein Kind findet. Er entdeckt, dass das darin befindliche Neugeborene noch lebt, und übergibt es einem Waisenhaus. Seine Schwägerin nimmt sich später des Kindes an, nennt es „Benedetto“ und zieht es auf.
Benedetto entwickelt sich schon früh zu einem Kriminellen, wird Sträfling, entkommt der Gefangenschaft und wird vom Grafen von Monte Christo nach Paris geholt. Wie sich herausstellt, ist Benedetto der falsche Andrea Cavalcanti. In dessen Gerichtsverhandlung, bei der Villefort die Anklage vertritt, deckt Cavalcanti die Geschichte seiner Herkunft auf und stürzt Villefort ins Verderben. Anwesend ist auch die von Danglars verlassene Baronin von Danglars, die bei der Offenbarung Benedettos in Ohnmacht fällt, handelt es sich doch bei dem ihrer Tochter ehemals zugedachten Mann auch um ihr Kind. Es kommt noch schlimmer: Villeforts Frau Héloise begeht mehrere Giftmorde, um ihrem abgöttisch geliebten Sohn Edouard das gesamte Familienerbe zuzuschanzen. Verursacher ist ironischerweise auch hier Monte Christo, der sie auf das Gift aufmerksam gemacht hat. Der Tod trifft den Grafen und die Gräfin de Saint Méran (die Eltern der ersten Frau Villeforts, mit der er eine Tochter namens Valentine hat) sowie, anstelle Villeforts Vater Noirtier, dessen Diener Barrois. Als Monte Christo aber von Maximilian Morrels Liebe zu Valentine von Villefort erfährt, versucht er mit aller Macht, sie und Noirtier vor der mordenden Hand zu schützen, was ihm auch gelingt. Als Héloise Villefort von ihrem Mann der Giftmischerei überführt wird, stellt er sie – auf Drängen seines Vaters – vor die Wahl: Entweder sie schluckt das Gift und stirbt, oder sie wird angeklagt und auf dem Schafott hingerichtet. Daraufhin bringt sie sich um und nimmt Edouard mit in den Tod. Villefort, erschüttert von diesen Schicksalsschlägen, wird wahnsinnig.
Nach diesen Tragödien bekommt der Graf von Monte Christo das Gefühl, dass er in seiner Rache zu weit gegangen ist. Ein Besuch im Kerker, in dem er 14 Jahre unschuldig einsaß, beruhigt sein Gewissen wieder. Er ordnet jedoch bei Vampa die Freilassung Danglars’ an und gibt sich ihm zu erkennen. Er überlässt Danglars ein bescheidenes Vermögen, nachdem er ihm das bei der Flucht aus Paris zusammengeraubte Geld hat abnehmen lassen, und verzichtet darauf, ihn verhungern zu lassen, wie es seinem Vater nach Edmond Dantès’ Verhaftung erging und er es Danglars als Verursacher seiner Tragödie zugedacht hatte. Er schenkt dem Liebespaar Maximilian Morrel und Valentine de Villefort seine Güter in Frankreich und zieht sich mit Haydée, die ihn liebt, an einen unbekannten Ort zurück. Mercédès und ihr Sohn Albert gehen ebenfalls fort: Mercédès nach Marseille, um dort in einem Kloster aufgenommen zu werden, Albert nach Algerien, wo er sich in der Armee unter dem Geburtsnamen seiner Mutter einschreiben lässt, in der Hoffnung, die Schmach, die sein Vater über die Familie gebracht hat, zu tilgen. Nach unerbittlicher Rache endet der Roman versöhnlich und nachdenklich.

## Beziehungsgeflecht

Beziehungsgeflecht im Roman Der Graf von Monte Christo

Es kommt eine große Anzahl an Personen im Buch vor, von denen einige in ganz besonderen Beziehungen zueinander stehen.

## Hintergrund
Dies ist der einzige Gegenwartsroman von Dumas. Die Rückkehr des Helden fällt in jene nachnapoleonische Zeit, in der das Motto „Bereichert euch!“ („Enrichissez-vous!“) herrschte. Präzise, teils auch satirisch, wird das Epochenbild bis zur Julirevolution von 1830 dargelegt, also der Zeit vor der Regentschaft von Louis-Philippe I. Aber auch der Protagonist wird von Kritik nicht ausgenommen. Der nun als Mammon auftretende Graf, Herrscher über Leben und Tod, befeuert durch Reichtum und unheimlichen Rachedurst, flieht, nachdem er der Welt entsagt hat, zum Schluss in die Einsamkeit.
Alexandre Dumas erhielt die Idee zu seinem Roman aus einem 1838 veröffentlichten Buch von Jacques Peuchet, einem französischen Polizeiarchivar. Darin wird die Geschichte des Schuhmachers Pierre Picaud erzählt, der 1807 in Nîmes lebt und eine reiche Frau zu heiraten beabsichtigt, als drei eifersüchtige Freunde ihn falsch bezichtigen, für England zu spionieren. Pierre Picaud kommt in die Festung Fenestrelle im Piemont in Arrest, wo er bei einem reichen italienischen Kleriker als Diener angestellt wird. Der unterrichtet Picaud, behandelt ihn wie seinen eigenen Sohn und hinterlässt ihm sein gewaltiges, in Italien verstecktes Vermögen. Zehn Jahre nach seiner Entlassung rächt Picaud sich an den drei Männern. Er ersticht den ersten und vergiftet den zweiten. Den Sohn des dritten Mannes lockt er ins Verbrechen und seine Tochter in die Prostitution, zuletzt ersticht er den Mann selbst, der während Picauds Arrest dessen Verlobte geheiratet hat. Er selbst wird von einem vierten Mann namens Allut, der von der Intrige weiß, sie jedoch nicht meldet, entführt und getötet. Auf dem Totenbett gesteht Allut das Verbrechen.
Weitere Inspirationen stammen aus der Lebensgeschichte von Alexandres Vater Thomas Alexandre Dumas, Sohn eines französischen Adligen und einer schwarzen Sklavin, der ein General in den Französischen Armee zur Zeit der Französischen Revolution war. Der Onkel von Thomas war ein reicher Plantagenbesitzer im heutigen Haiti, der von einer kleinen Bucht an der Nordküste namens Monte Cristo aus mit Zucker und Sklaven handelte. Auf dem Rückweg von der Ägyptische Expedition unter Napoleon geriet Thomas in Süditalien für etwa zwei Jahre in Gefangenschaft.
Darüber hinaus gibt es eine Legende, die besagt, dass im Kloster San Mamiliano auf der Insel Monte Christo ein Schatz versteckt sei.
Nach dem großen Erfolg des Romans ließ Dumas sich in Le Port-Marly das 1847 eingeweihte Schloss Monte Christo bauen, musste es jedoch zwei Jahre später mit großem Verlust wieder verkaufen. Dumas floh sein Leben lang vor seinen Gläubigern. Trotz seiner über 300 Romane starb er mit 68 Jahren ohne einen Sou.

## Wirkung
Das Werk von Dumas hat viele nachfolgende Künstler beeinflusst und stieg zu einem Klassiker der Weltliteratur auf. Die meistverkaufte kubanische Zigarrenmarke Montecristo wurde nach seinem Werk benannt. In den kubanischen Zigarrenmanufakturen war – und ist – es eine Gepflogenheit, dass an jedem Arbeitstag eine der Torcedores, statt Zigarren zu rollen, aus Büchern vorliest. Darunter war auch der „Graf von Monte Christo“ sehr beliebt – so kam die Zigarrenmarke zu ihrem Namen.
Der 2019 erstmals verliehene französische Literaturpreis Prix Monte-Cristo bezieht sich namentlich auf den Roman, da der Preis von einer aus Insassen des Gefängnisses von Fleury-Mérogis bestehenden Jury vergeben wird.

## Ausgaben
- Alexandre Dumas avec la collaboration d’Auguste Maquet: Monte Criste. 150 Folgen. Journal des Débats, 18. August 1844 – 15. Januar 1846.
- Alexandre Dumas: Le comte de Monte-Cristo. Préface et édition Gilbert Sigaux. Gallimard, Paris 1981. (Bibliothèque de la Pleiade. 290.)

deutsche Übersetzungen
Bereits 1846 erschienen in Deutschland vier Übersetzungen in den Verlagen Francke in Stuttgart, (Übersetzung Karl August Zoller, Neubearbeitung von Max Pannwitz), bei Chr. E. Kollmann in Leipzig (Übersetzung Ernst Susemihl), in Augsburg bei Jenisch und Stage (Übersetzung Friedrich Bruckbräu) und in Grimma im Verlags-Comptoir (Übersetzung A. Küster).
Viele der im Handel angebotenen deutschen Übersetzungen sind gekürzt, ohne dass dies angegeben ist.
Beim dtv-Verlag gibt es eine ungekürzte deutsche Übersetzung:
- Alexandre Dumas: Der Graf von Monte Christo. (Übersetzung von 1846 überarbeitet von Thomas Zirnbauer.) Mit einem Nachwort von Thomas Zirnbauer und einer Zeittafel. Vollständige Ausgabe. München 2010 (10. Auflage 2024). (dtv-Taschenbuch. 13955.) ISBN 978-3-423-13955-7

Die neueste Übersetzung wurde 1994 vom Fischer-Verlag vorgelegt:
- Alexandre Dumas: Der Graf von Monte Christo. Mit sämtlichen Illustrationen der französischen Ausgabe der Edition Jules Ruoff et Cie., Paris 1887. Neue ungekürzte Übersetzung von Xénia Gharbi und Martin Schoske. Frankfurt am Main 1994. (Fischer Taschenbuch. 11940, 11941, 11942.) Band 1: ISBN 3-596-11940-5, Band 2: ISBN 3-596-11941-3, Band 3: ISBN 3-596-11942-1.

## Bearbeitungen des Stoffs

### Verfilmungen
Es gibt eine Vielzahl von Verfilmungen des Romans, die sich teils sehr eng an den Roman halten, teils beim Drehbuch viele Freiheiten herausnehmen. Die achtteilige Fernsehverfilmung von 1966 und die sechsstündige von 1979 sind bisher die werkgetreuesten Versionen. Nach Motiven des Romans entstand 1946 Die Gräfin von Monte Christo.
| Jahr      | Filmtitel                                                    | Produktionsland                   | Regisseur                                         | Hauptdarsteller               | Anmerkungen                                             |
| --------- | ------------------------------------------------------------ | --------------------------------- | ------------------------------------------------- | ----------------------------- | ------------------------------------------------------- |
| 1908      | The Count of Monte Christo                                   | USA                               | Francis Boggs, Thomas Persons                     | Hobart Bosworth               | Stummfilm                                               |
| 1912      | Monte Christo                                                | USA                               | Colin Campbell                                    | Hobart Bosworth               | Stummfilm                                               |
| 1913      | Der Graf von Monte Christo                                   | USA                               | Joseph A. Golden, Edwin S. Porter                 | James O’Neill                 | Stummfilm                                               |
| 1918      | Der Graf von Monte Christo                                   | Frankreich                        | Henri Pouctal                                     | Léon Mathot                   | Stummfilmserie, 15 Folgen                               |
| 1922      | Der Graf von Monte Christo                                   | USA                               | Emmett J. Flynn                                   | John Gilbert                  | Stummfilm                                               |
| 1929      | Der Graf von Monte Christo                                   | Frankreich                        | Henri Fescourt                                    | Jean Angelo                   | Stummfilm                                               |
| 1929      | Der Monte Christo von Prag                                   | Deutschland                       | Hans Otto Löwenstein                              | Walter Rilla, Valerie Boothby | Stummfilm, freie Adaption                               |
| 1934      | Das Rätsel von Monte Christo                                 | USA                               | Rowland V. Lee                                    | Robert Donat                  | erste Tonfilmversion                                    |
| 1942      | Der Graf von Monte Christo                                   | Mexiko                            | Roberto Gavaldón                                  | Arturo de Córdova             |                                                         |
| 1943      | Der Graf von Monte Christo                                   | Frankreich, Italien               | Robert Vernay                                     | Pierre Richard-Willm          | zweiteilig                                              |
| 1946      | Flucht von der Teufelsinsel / Die Rückkehr von Monte Christo | USA                               | Henry Levin                                       | Louis Hayward                 | Schwarzweißfilm                                         |
| 1950      | Amir el-Inteqam                                              | Ägypten                           | Hinri Barakat (als Henry Barakat)                 | Anwar Wagdi                   |                                                         |
| 1953      | El conde de Montecristo                                      | Argentinien                       | León Klimovsky                                    | Jorge Mistral                 |                                                         |
| 1954      | Der Graf von Monte Christo                                   | Frankreich, Italien               | Robert Vernay                                     | Jean Marais                   | zweiteilig                                              |
| 1956      | Der Graf von Monte Christo                                   | Vereinigtes Königreich            |                                                   | George Dolenz                 | Fernsehserie, 39 Folgen                                 |
| 1961      | Der Graf von Monte Christo                                   | Frankreich, Italien               | Claude Autant-Lara                                | Louis Jourdan                 |                                                         |
| 1964      | Amir el dahaa                                                | Ägypten                           | Hinri Barakat (als Henry Barakat)                 | Farid Shawki                  |                                                         |
| 1964      | Count of Monte Christo                                       | Vereinigtes Königreich            | Peter Hammond                                     | Alan Badel                    | Fernsehserie, 12 Folgen                                 |
| 1964      | Il conte di Montecristo                                      | Italien                           | Antonello Falci                                   | Virgilio Savona               | Fernsehserie, nur eine Folge erschienen Schwarzweißfilm |
| 1966      | Der Graf von Monte Christo                                   | Italien                           | Edmo Fenoglio                                     | Andrea Giordana               | Fernsehserie, acht Folgen                               |
| 1968      | Der Rächer aus dem Sarg                                      | Frankreich, Italien               | André Hunebelle                                   | Paul Barge                    | ins 20. Jahrhundert übertragen                          |
| 1975      | Der Graf von Monte Christo                                   | Vereinigtes Königreich            | David Greene                                      | Richard Chamberlain           | Fernsehfilm                                             |
| 1979      | Der Graf von Monte Christo                                   | Frankreich Italien Deutschland    | Denys de La Patellière                            | Jacques Weber                 | Fernsehserie, sechs Folgen                              |
| 1979–1980 | Die Rache des Samurai                                        | Japan                             | Toshihiko Kishida                                 | Masao Kusakari                | Fernsehserie, 15 Folgen                                 |
| 1988      | Der Gefangene von Château d’If                               | Sowjetunion                       | Georgi Jungwald-Chilkewitsch                      | Wiktor Awilow                 | Fernsehfilm, zweiteilig                                 |
| 1998      | Der Graf von Monte Christo                                   | Frankreich Italien Deutschland    | Josée Dayan                                       | Gérard Depardieu              | Fernsehserie, vier Folgen                               |
| 2002      | Monte Cristo                                                 | Vereinigtes Königreich USA Irland | Kevin Reynolds                                    | James Caviezel                |                                                         |
| 2004–2005 | Gankutsuō                                                    | Japan                             | Mahiro Maeda                                      |                               | Fernsehserie, Zeichentrick, 24 Folgen                   |
| 2024      | Der Graf von Monte Christo                                   | Frankreich                        | Matthieu Delaporte und Alexandre de La Patellière | Pierre Niney                  | Kinofilm                                                |
| 2024      | The Count of Monte Cristo                                    | Frankreich, Italien               | Bille August                                      | Sam Claflin                   | Fernsehserie, acht Folgen                               |

### Bühne
- ChristO, Rockoper. Uraufführung am 11. April 2008 im Staatstheater am Gärtnerplatz in München, Buch und Inszenierung: Holger Hauer, Musik und Liedtexte: Günter Werno, Stephan Lill, Andy Kuntz, Vanden Plas.
- Der Graf von Monte Christo, Musical. Uraufführung am 14. März 2009 am Theater St. Gallen, Musik: Frank Wildhorn, Arrangements: Koen Schoots, Orchestration: Kim Scharnberg; Libretto: Jack Murphy. Regie: Andreas Gergen.[5]

Deutsche Erstaufführung Oper Leipzig 2012, Regie: Cusch Jung

- Der Graf von Monte Christo, Bühnenfassung von Carsten Ramm und Larissa Benszuweit, uraufgeführt an der Badischen Landesbühne Bruchsal, Premiere am 15. Juni 2016; Stückgut Bühnen- und Musikverlag, München.
- Der Graf von Monte Christo in der Sommerspielzeit 2022 des Naturtheater Heidenheim[7]
- Für 2026 wurde eine weitere Musical-Adaption angekündigt. Am 10. März 2026 soll die Uraufführung von Monte Christo der Off-Broadway-Theatergruppe The York Theatre Company in New York City stattfinden. Die Musik stammt von Stephen Weiner, Buch und Liedtexte von Peter Kellogg.[8]

### Hörspiel/Hörbuch
- 1971: Der Graf von Monte Christo, Hörspielbearbeitung: Peter Folken, Regie: Konrad Halver, mit Joachim Rake (Erzähler), Rudolf H. Herget (Edmond Dantès), Horst Beck (Abbé Faria), Heike Kintzel (Mercédès), EUROPA-Schallplatte, 2005 auf CD erneut aufgelegt.
- 1978: Der Graf von Monte Christo, Produzent: Peter Folken, mit Arnold Richter (Erzähler), Joachim Bliese (Edmond Dantès), Hans Goguel (Abbé Faria), Inge Wittek (Mercédès), 1978 als Hörkassette Auditon 110 386, Download Edition, All Ears GmbH 2020[9]
- 1997: Der Graf von Monte Christo, Hörspielbearbeitung: Helmut Peschina, Regie: Walter Niklaus, mit Ernst Jacobi (Erzähler), Mathieu Carrière (Edmond Dantès), Thomas Holtzmann (Abbé Faria), Wolfgang Pampel (Herr von Morcerf), Coproduktion: MDR/BR/ORF-Wien als Hörbuch auf 3 CDs bei: Der Hörverlag 2003, ISBN 978-3-89940-252-0.
- 2003: Der Graf von Monte Christo, gekürzte Lesung mit Dietmar Mues, JUMBO Neue Medien & Verlag GmbH, ISBN 978-3-8337-3110-5.

### Comics
1954 erschienen in der Reihe Piccolo eine Comic-Fassung des Romans in drei Heften, gezeichnet von Helmut Nickel, die 1977 unter dem Titel „Die Abenteuer des Grafen von Montecristo“ im Schweizer Arotal Verlag in einer Serie von 4 Heften neu herausgegeben wurde.
2015 veröffentlichte Seven Seas Entertainment, Los Angeles, eine englische Ausgabe der Manga-Fassung des Romans von Ena Moriyama in der Übersetzung von Adrienne Beck. Eine deutsche Ausgabe des Manga erschien 2019 im Hamburger Carlsen-Verlag.
In ihrem Comic Dantès verlegten Pierre Boisserie und Philippe Guillaume die Geschichte in die Gegenwart und das Milieu der Börsenhändler.

Ausgabe: Pierre Boisserie, Philippe Guillaume, Erik Juszezak (Illustrator): Dantès. Dargaud, Paris, 2016. Von 2007 bis 2012, deutsch ab 2010.

### Literarische Adaptionen, Bearbeitungen und Fortsetzungen
- Stephen Fry: Der Sterne Tennisbälle. 2000.
- [F. Le Prince]: La main du defunt. Pour faire suite au roman: Le comte de Monte-Christo par Alexandre Dumas. 6 Bände. Les principaux librairies, Paris, 1853–1854.

Deutsche Übersetzung: F. Le Prince: Die Todtenhand. Fortsetzung des Grafen von Monte-Christo. Von Alexander Dumas. Pest, Wien, Leipzig: Hartleben 1866. Zahlreiche Nachdrucke und Neuausgaben.
- Adolf Mützelburg: Der Herr der Welt. 1856.

Die Millionenbraut. Fortsetzung in 2 Bänden von Der Herr der Welt.
- Alfred Bester: Die Rache des Kosmonauten. Ein utopischer Roman. 1965. Spätere Ausgaben erschienen als Tiger! Tiger! (1983) und Der brennende Mann (2000).
- Yves Sente, Grzegorz Rosiński: Skarbek. 2004–2005. Comic, deutsch 2006.

Fiktive Geschichte eines Grafen Skarbek, dessen Schicksal seinerseits Dumas veranlasst haben soll, den Roman zu schreiben.
- Essay: Peter Sloterdijk: Zorn und Zeit. Politisch-psychologischer Versuch, Suhrkamp, Frankfurt am Main 2006, ISBN 3-518-41840-8 (Kapitel: Die Botschaft von Monte Christo. S. 274).

Jules Verne widmete seinen Roman Mathias Sandorf Alexandre Dumas und bezeichnete ihn als Monte Christo der Voyages extraordinaires.